# Rasmus Nordqvist
Rasmus Nordqvist (født 18. juli 1975 i København) er en dansk politiker og tidligere medlem af Folketinget. Han blev valgt ind i Folketinget for Alternativet i Sjællands Storkreds ved folketingsvalget i 2015. Han meldte sig ud af Alternativet i marts 2020 og sad som løsgænger i Folketinget, indtil han i maj 2020 meldte sig ind i SF.

## Baggrund
Rasmus Nordqvist blev født den 18. juli 1975 i København som søn af Helle Nordqvist. Han er uddannet bachelor i design fra Det Kongelige Danske Kunstakademi, hvor han studerede fra 1996 til 1999. Han har, ved siden af sit øvrige arbejde, fungeret som ekstern underviser ved blandt andet Designskolen Kolding og Esmod Berlin. Han er tidligere iværksætter og har derudover arbejdet som International Brand Manager hos Bitte Kai Rand.
Rasmus Nordqvist er gift med Nicolai Østenlund.

## Politisk karriere
Han blev valgt ind i Folketinget for Alternativet i Sjællands Storkreds ved folketingsvalget i 2015 med 1328 personlige stemmer.
I Folketinget har Rasmus Nordqvist været politisk ordfører, samt haft ordførerskaberne for udenrigspolitik, EU, klima, fred- og forsvar, kunst og kultur, LGBTQI*, iværksætteri, erhverv, forbruger og Grønland.
Rasmus Nordqvist stillede i 2019 op til Europaparlamentet som spidskandidat for Alternativet. Nordqvist modtog 27.943 personlige stemmer ved valget, men blev ikke valgt ind.
Efter kritik af Josephine Fock meddelte Uffe Elbæk, Rasmus Nordqvist, Susanne Zimmer og Sikandar Siddique den 9. marts 2020, at de forlod partiet for i stedet at blive løsgængere. Dermed gik Alternativets folketingsgruppe fra fem til kun et enkelt medlem.
Den 12. maj meddelte SF, at Rasmus Nordqvist har meldt sig ind i partiet.
Ved folketingsvalget den 1. november 2022 blev Nordqvist 2. suppleant til Folketinget for SF i Østjyllands Storkreds.
Nordqvist er medlem af DiEM25's (Democracy in Europe Movement 2025) rådgivende panel.